# Josep Olesti i Vila
Josep Olesti i Vila   (Barcelona, 20 d'abril de 1961) és un filòsof català que s'ha dedicat especialment a la filosofia moderna. Ha traduït al català Nous assaigs sobre l'enteniment humà (1997) i Discurs de metafísica / Monadologia (2018) de Gottfried Wilhelm Leibniz, així com l'Ètica de Baruch Spinoza (2013).